# Ludvig Lundgren
Ludvig Persson Lundgren, född den 3 mars 1789 i Trolle-Ljungby socken, död den 15 september 1853 i Stockholm, var en svensk medaljgravör. Han var gift med Rebecca Johanna Salmson och far till Johanna Carolina Weidenhayn, Pehr Henrik Lundgren och Lea Ahlborn.
Lundgren ägnade sig först åt medicinska studier och var en tid Pehr Henrik Lings medarbetare som fäktmästare. Sedan han tidigare sysslat med måleri i olja och miniatyr, blev han elev hos hovgravören Salm Salmson och inträdde 1830 som gravör i myntverket. Bland Lundgrens medaljer märks sådana över Johan Gabriel Oxenstierna, Otto Gustaf Nordensköld, Gustaf af Klint och Jakob Wilhelm Sprengtporten. Han utförde även medaljen över Karl XIV Johans 25-årsjubileum som regent 1843. Lundgren finns representerad vid Nationalmuseum i Stockholm.